# Безкрайноъгълна антипризма
Безкрайноъгълната антипризма е полуправилно пано от Евклидова плоскост и антипризма. На всеки връх има три триъгълника и един безкрайноъгълник. Дуалното пано е безкрайноъгълен делтоедър. Връхната фигура е равнобедрен трапец.